# Clénet Series I
Clénet Series I – samochód osobowy klasy średniej produkowany pod amerykańską marką Clénet w latach 1977–1979.

## Historia i opis modelu

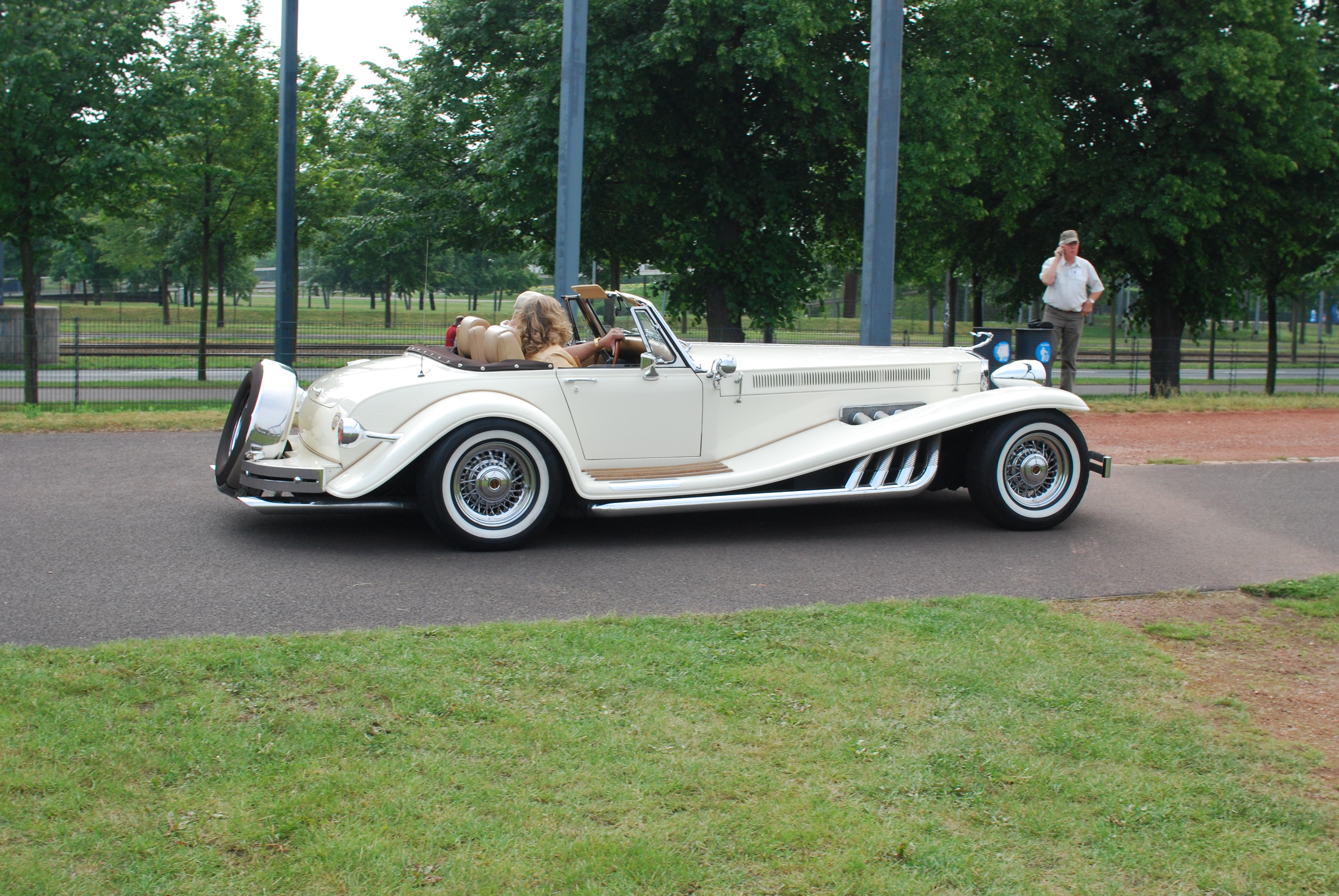
Clénet Series I - tył

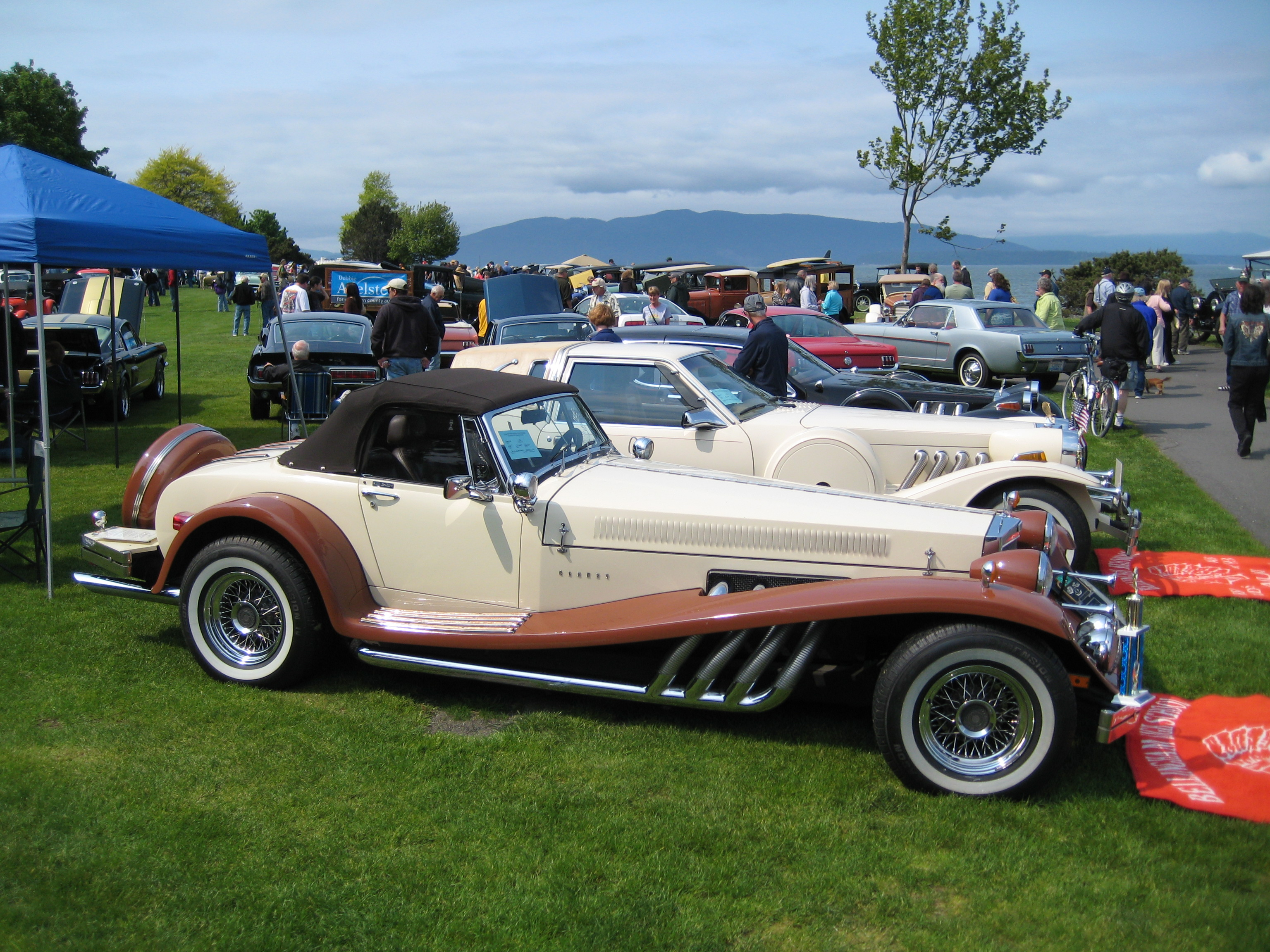
Clénet Series I - sylwetka

Luksusowy kabriolet Clénet Series I zadebiutował w 1977 roku jako pierwszy pojazd wyprodukowany przez amerykańskie przedsiębiorstwo Clénet Coachworks, stanowiąc autorską interpretację niszowego nurtu w stylistyce samochodów określanego jako neoklasycyzm. W ten sposób awagardwo stylizowany model w obszernym zakresie nawiązywał do estetyki panującej w motoryzacji w latach 30. XX wieku.
Do charakterystycznych cech wizualnych linii Series I zaliczyć można łukowate nadkola, pionowo ściętą chromowaną atrapę chłodnicy, wyłączone z bryły pojazdy okrągłe, stojące reflektory, czy długą maskę w stosunku do reszty nadwozia. Do napędzania modelu Cléneta wykorzystywano jednostki V8 konstrukcji Forda.

### Series IV
W 1986 roku Alfred Di Mora, nowy właściciel reaktywowanego 4 lata wcześniej przedsiębiorstwa, zdecydował się przywrócić do produkcji zmodernizowany model Series I pod nową nazwą Clénet Series IV. W zakładach produkcyjnych w Carpinteria między 1986 a 1987 rokiem zbudowano krótką serię 10 egzemplarzy.

### Sprzedaż
W ciągu trwającej 2 lata produkcji neoklasycznego kabrioletu Series I przedsiębiorstwo Clénet wyprodukował łącznie 252 egzemplarze, przez co samochód był samochodem małoseryjnym o ściśle limitowanej podaży. Pojedyncze egzemplarze do czasów nowożytnych przetrwały, zyskując uwagę kolekcjonerów dzięki aukcjom.

### Silniki
- V8 6.6l Ford
- V8 7.5l Ford